# Juan Carlos Buzzetti
Juan Carlos Buzzetti (* 26. Februar 1945) ist ein uruguayischer Fußballtrainer. Er war Nationaltrainer der vanuatuischen Fußballnationalmannschaft und der fidschianischen Fußballnationalmannschaft.

## Karriere
Von Januar 2000 bis Juni 2004 war er Nationaltrainer der vanuatuischen Fußballnationalmannschaft. Im Juli 2006 übernahm er dieses Amt bei der fidschianischen Nationalmannschaft. Zunächst wirkte er in dieser Funktion bis Juni 2009. Von Dezember 2011 bis Oktober 2015 folgte ein zweites Engagement als Auswahltrainer des Teams der Republik Fidschi.